# Покровский район (Кривой Рог)
Покро́вский райо́н (укр. Покро́вський район; до 2016 года — укр. Жовтне́вий район) — административно-территориальная единица, район в северной части города Кривой Рог, Днепропетровская область, Украина. Код КОАТУУ — 1211036600.

## История
Жовтневый район образован в июне 1936 года. Является одним из трёх старейших районов города, на территории которого начато освоение Криворожского железорудного бассейна.

## Население
Население по переписи 2001 года составляло 143 091 человек.

### Языковой состав
Родной язык населения по данным переписи 2001 года:
| Язык       | Численность, чел. | Доля     |
| ---------- | ----------------- | -------- |
| Украинский | 102 933           | 71,94 %  |
| Русский    | 37 465            | 26,18 %  |
| Другое     | 2 693             | 1,88 %   |
| Итого      | 143 091           | 100,00 % |

## Характеристика
Среди других районов города он самый большой по площади — 5953 га, с численностью населения более 126 700 человек. В районе 271 улица общей протяжённостью 527 км, из них 192 км — улицы частного сектора. Расположен вдоль реки Саксагань.

### Исторические и жилые районы
44-й квартал, Сухая Балка, 129-й квартал, 173-й квартал, Двадцатый, 4-й Заречный, 5-й Заречный, 7-й Заречный микрорайоны, имени Фрунзе, Вечерний Кут, КРЭС, Большевик, Дубки, Верабово, имени Тельмана, Соколовка, Беляево (имени Коминтерна), Александровка, Бажаново, Индустриальный, Пионер, Пруды, Рыбасово, Собачёвка, Окунёвка.

### Достопримечательности
- Шахтёрский парк;
- Братская могила 867-и советских воинов;
- Городской дворец детско-юношеского творчества «Горицвет»;
- Криворожский автотранспортный колледж.

### Главные улицы
- улица Ракитина;
- Сичеславская улица;
- улица Эдуарда Фукса;
- улица Шухова
- улица Ватутина;
- улица Мусоргского;
- улица Сухая Балка;
- Улица Кропивницкого.